# WePlay Ultimate Fighting League
WePlay Ultimate Fighting League (WUFL) — киберспортивная лига по играм в жанре файтинг. Поддерживаемые игры: Mortal Kombat 11, Tekken 7, Soulcalibur VI. Основана в декабре 2020 года чемпионом по боксу в тяжелом весе Александром Усиком и сооснователями компании WePlay Esports Олегом Кротом и Юрием Лазебниковым. Соревнования по Mortal Kombat 11, Soulcalibur VI и Tekken7 в рамках WUFL Season 1 проходят в марте и апреле 2021 года. Также летом 2021 года холдинг WePlay Esports провел турнир WePlay AniMajor для Valve Corporation.

## История
13 декабря 2020 года в последний день турнира WePlay Dragon Temple по Mortal Kombat 11 стало известно о создании лиги WePlay Ultimate Fighting League (WUFL). О партнёрстве в файтинг-играх заявили сооснователи лиги: управляющие партнеры WePlay Esports Олег Крот, Юра Лазебников и чемпион по боксу в тяжелом весе Александр Усик.

В апреле 2021 года сооснователем WePlay Ultimate Fighting League также выступил двукратный Олимпийский чемпион 2008 и 2012 годов, двукратный чемпион мира 2009 и 2011 годов, чемпион Европы 2008 года Василий Ломаченко.
Сфера деятельности лиги — проведение файтинг-турниров. Сооснователи лиги Олег Крот и Юра Лазебников имеют несколько лет опыта в проведении киберспортивных мероприятий

.
$25 млн — таковы совместные инвестиции сооснователей лиги в проект. Отмечается, что вложенные средства будут направлены на развитие инфраструктуры, технологические разработки для улучшения качества продакшена, сбора и анализа данных игр. Также планируется строительство специализированных площадок для WUFL, обеспечение призовых фондов, продвижение контента на рынке.
Файтинг — это жанр видеоигр, основанный на рукопашном бое между ограниченным количеством персонажей на этапе, в котором границы фиксированы.
В 2018 году объём мирового рынка боевых игр составлял миллион долларов США, и ожидается, что к концу 2025 года он достигнет миллиарда долларов, а среднегодовой темп роста составит 100% в течение 2019—2025 годов.

## WUFL Season 1 (2021)
Первый сезон WePlay Ultimate Fighting League проходит с 25 марта по 11 апреля 2021 года

.
В рамках первого сезона лиги прошли соревнования по Mortal Kombat 11, Soulcalibur VI и Tekken 7.
.
Даты проведения отдельных соревнований:
- Mortal Kombat 11 — c 25 по 28 марта 2021 года;
- SOULCALIBUR VI — с 1 по 4 апреля 2021 года;
- Tekken 7 — c 8 по 11 апреля 2021 года.

Общий призовой фонд Ultimate Fighting League (WUFL) Season 1 составит $150 000. Эта сумма распределится между всеми тремя соревнованиями по отдельным играм.
WePlay Ultimate Fighting League Season 1 будет транслироваться из WePlay Esports Arena Kyiv на ВДНГ
.
| Даты        | Дисциплина       | Место проведения          | Город, страна |
| ----------- | ---------------- | ------------------------- | ------------- |
| 25—28 марта | Mortal Kombat 11 | WePlay Esports Arena Kyiv | Киев, Украина |
| 1—4 апреля  | SOULCALIBUR VI   | WePlay Esports Arena Kyiv | Киев, Украина |
| 8—11 апреля | Tekken 7         | WePlay Esports Arena Kyiv | Киев, Украина |

Исходя из полных итоговых таблиц турнира WUFL Soulcalibur VI, можно определить, что награда за первое место составила $15 000, за второе — $10 000, за третье — $8 000. В целом, призовой фонд турнира составил $50 000.
Также пресса отметила участие в соревновании по Mortal Kombat 11 популярного игрока, защитника прав трансгендеров SonicFox. «Вдвойне вдохновляет то, что они (трансгендеры) делают это в заведомо ядовитой помойке мужественности, присущей сообществу файтингов (и киберспорту в целом). Стоит отметить, что организатор турнира WePlay Esports также заслуживает поддержки за то, что позволил SonicFox быть самим собой», — отметила обозреватель киберспортивных состязаний Эш Пэрриш.
В свою очередь, в турнире по Tekken 7 победил пакистанский игрок Arslan Ash, победив в финале своего соотечественника.

## Результаты WUFL Season 1 (2021)
| Место            | Награда          | Игрок                    |
| Mortal Kombat 11 | Mortal Kombat 11 | Mortal Kombat 11         |
| ---------------- | ---------------- | ------------------------ |
| 1                | $15,000          | SonicFox                 |
| 2                | $10,000          | Tekken Master            |
| 3                | $8,000           | Rewind                   |
| 4                | $6,000           | MK_Azerbaijan            |
| 5-6              | $3,500           | Konqueror249, Dragon     |
| 7-8              | $2,000           | ArnKratos, A Foxy Grampa |
| SOULCALIBUR VI   |                  |                          |
| 1                | $15,000          | Woahhzz                  |
| 2                | $10,000          | Skyll                    |
| 3                | $8,000           | linkorz                  |
| 4                | $6,000           | Yuttoto                  |
| 5—6              | $3,500           | Party Wolf               |
| 5—6              | $3,500           | Akeopo                   |
| 7—8              | $2,000           | Bluegod                  |
| 7—8              | $2,000           | TheKura                  |
| Tekken 7         |                  |                          |
| 1                | $15,000          | Arslan Ash               |
| 2                | $10,000          | Awais Honey              |
| 3                | $8,000           | JDCR                     |
| 4                | $6,000           | SAINT                    |
| 5—6              | $3,500           | Caiper                   |
| 5—6              | $3,500           | Fergus                   |
| 7—8              | $2,000           | KiraKira                 |
| 7—8              | $2,000           | Danielmado               |

| Команда талантов        | Команда талантов | Команда талантов             | Команда талантов | Команда талантов           |
| Mortal Kombat 11        | Страна           | SOULCALIBUR VI               | Страна           | Tekken 7                   |
| Хост                    | Хост             | Хост                         | Хост             | Хост                       |
| ----------------------- | ---------------- | ---------------------------- | ---------------- | -------------------------- |
| BanKs (James Banks)     | Великобритания   | BanKs (James Banks)          | Великобритания   | BanKs (James Banks)        |
| Комментаторы            |                  |                              |                  |                            |
| Ketchup (Ryan Neal)     | США              | Joubin                       | США              | Tasty Steve (Steven Scott) |
| Romanova                | Великобритания   | Danurai                      | США              | MarkMan (Mark Julio)       |
| Falkunn                 | Канада           | Zubaz                        | Великобритания   | K-Wiss (Kobi Scarlett)     |
| HBTheWarrior            | Великобритания   | Eternal Dragon               | Великобритания   | Spag (Hassan Farooq)       |
| Аналитики               |                  |                              |                  |                            |
| Big D (Ryan Dedomenico) | Франция          | Kayane (Marie-Laure Norindr) | США              | MYK (Michael Kwon)         |
| Mr Aquaman              | Великобритания   | HBTheWarrior                 | США              | Rip (Reepal Parbhoo)       |

## Стриминговый партнер
Официальный бродкастер WePlay Ultimate Fighting League — спортивный стриминговый OTT-сервис DAZN. Об этом стало известно 19 марта 2021 года, когда киберспортивный медиахолдинг WePlay Esports и спортивный стриминговый ОТТ-сервис DAZN объявили о партнёрстве.
Трансляция лиги доступна для просмотра на всех типах устройств, которые поддерживают сервис DAZN:
- на телевизорах и стриминговых девайсах Samsung, LG, Android TV, Chromecast, Amazon Fire TV и Apple TV;
- на компьютерах с помощью браузеров Chrome, Firefox, Internet Explorer, Edge и Safari;
- на смартфонах и планшетах на iOS и Android;
- на игровых консолях PlayStation 4, PlayStation 5, Xbox One и Xbox Series X.

## Аналитика отрасли
Наибольшее количество одновременных зрителей соревнований по Tekken 7 в 2020 году составило 55 200 человек. Пик зрителей Mortal Kombat 11 в 2020 году составил 60 300 человек. Мероприятия основных игроков киберспортивного рынка, включая WePlay (Dragon Temple и Ultimate Fighting League) подробно описываются в аналитической статье "Сообщество файтингов против COVID-19: новая история неудачника" в ведущем профильном издании Dbltap. Игры в рамках Ultimate Fighting League оценены как успех.